# Фонотов, Михаил Саввич
Михаил Саввич Фонотов (род. 3 сентября 1937, Новая Каракуба, Сталинская область) — советский и российский журналист, писатель, краевед.
Единственный на Южном Урале обладатель высшего профессионального журналистского звания «Золотое перо России» (2009 год). Заслуженный работник культуры РСФСР (1989), член Союза журналистов (с 1964 года), лауреат журналистской премии им. Ф. Сыромолотова (1986), премии журнала «Смена» за лучшую публикацию года (1982).
Награждён орденом Дружбы (1998), знаком «Ветеран труда» (1986), Памятным знаком «300 лет российской прессы» (2003), Памятным знаком «Честь и достоинство, профессионализм» (2009), медалью «А. С. Макаренко» за книгу «Времена Антона» (2013), медалью «За заслуги перед Челябинской областью» III степени (2023) .

## Биография
Происходит из греков, которых в XVIII веке царица Екатерина II переселила из Крыма на юг Украины.
Родители работали в колхозе. Отец Михаила погиб на фронте во время Великой Отечественной войны в 1943 году и похоронен в братской могиле на хуторе Степной Сальского района Ростовской области.
Ещё в школе Михаил начал писать стихи, мечтал о журналистике. Школу окончил с серебряной медалью и поступил в Ростовский университет на историко-филологический факультет (отдельного факультета журналистики там не было), который и окончил в 1959 году.
По выпуску из университета для накопления жизненного опыта перед работой журналиста решил совершить путешествие на Восток (в Сибирь), но денег хватило только до Челябинска, где он и пришёл в обком партии с просьбой дать ему работу в газете и в 1960 году был назначен литературным работником в газету «Путь Ильича» Брединского района, затем (до 1964 года) работал там же заместителем редактора..
В 1964 году переведён в Верхнеуральск собственным корреспондентом газеты «Челябинский рабочий» по четырём районам.
С 1966 по 1970 год работал в той же газете в самом Челябинске литературным сотрудником отдела сельского хозяйства. С 1971 по 1979 год работал собственным корреспондентом «Комсомольской правды» в Челябинске по Курганской и Челябинской областям. В 1980 году вернулся в «Челябинский рабочий», где работал до 2016 года обозревателем.
Среди интересов Михаила Фонотова как журналиста — люди Челябинска и Южного Урала, окружающая их городская среда, история, архитектура, природа и экология Урала и России в целом.
Женат, двое детей, трое внуков.

## Творческая деятельность
Многие свои статьи и репортажи журналист написал по собственным впечатлениям, в том числе из опыта целого ряда походов и путешествий по Южному Уралу, осуществлявшихся на вертолётах, машинах, пешком, устроителем и главным участником которых был Михаил Саввич.
Среди этих походов:
- «Река Миасс» (1995—1997) — путешествие по реке и её притокам на вертолётах, машинах, пешком[5];
- «Синегорье» (1986), обследование памятников природы Южного Урала;
- «Уральский лес» (1986);
- «Уральские озёра», «Уральская панорама» (обе — в 1990-годы);
- «Память» (1989) — по историческим местам области.

По предложению Фонотова создан клуб «Миасс», который под его руководством на общественных началах занимался очисткой главной водной артерии Челябинска и набережной города.

## Основные произведения
- «Мир открыт для добра» (1989),
- «Соловьиный остров» (2001) — за это произведение Михаил Фонотов удостоен премии имени Максима Клайна (2003).
- «Голубые зеркала Каменного пояса» (2004),
- «Мы и наше здоровье» (2006),
- «В поисках Рифея: книга для чтения» (2008) — неизвестные факты об основании Челябинска
- «Геометрия растений. Как природа изобретала зелёный мир» (2008),
- «У горы Извоз. Верхнеуральск: всё, что знаю» (2008),
- «Варненские родники» (2008),
- «Родная старина: Очерки истории Южного Урала» (2011),
- «Река Миасс и другие» (2012)
- Времена Антона (2013) — документально-биографическая повесть-размышление о воспитательно-педагогическом вкладе А. С. Макаренко. За это произведение писатель удостоен «медали Макаренко».
- «Парень из Верхней Санарки. Пётр Иванович Сумин — народный губернатор» (2016)
- «Что запомнилось» (2023)

Помимо «Челябинского рабочего» статьи Фонотова печатались в газете «Комсомольская правда», в журналах «Смена», «Урал», «Уральская новь».
Также является автором текстов в подарочных изданиях, которые представляют область и город Челябинск, таких как фотоальбомы «Ландшафты Южного Урала» (1997), «Челябинская область» (1999), «Челябинск-2000» (2000).

## Награды и общественное признание
- Член Союза журналистов (с 1964 года)
- Лауреат премии журнала «Смена» за лучшую публикацию года (1982)
- Лауреат журналистской премии им. Ф. Сыромолотова (1986)
- Знак «Ветеран труда» (1986)
- Заслуженный работник культуры РСФСР (1989)
- Орден Дружбы (1998)
- Памятный знак «300 лет российской прессы» (2003)
- Памятный знак «Честь и достоинство, профессионализм» (2009)
- Удостоен высшего профессионального журналистского звания «Золотое перо России» (2009 год)
- Медаль «А. С. Макаренко» (за книгу «Времена Антона») (2013)
- Медаль «За заслуги перед Челябинской областью» III степени (11 января 2024) — за деятельность по организации и развитию средств массовой информации, освещению актуальных общественно-политических и социально-экономических вопросов